# Delfines de Gla

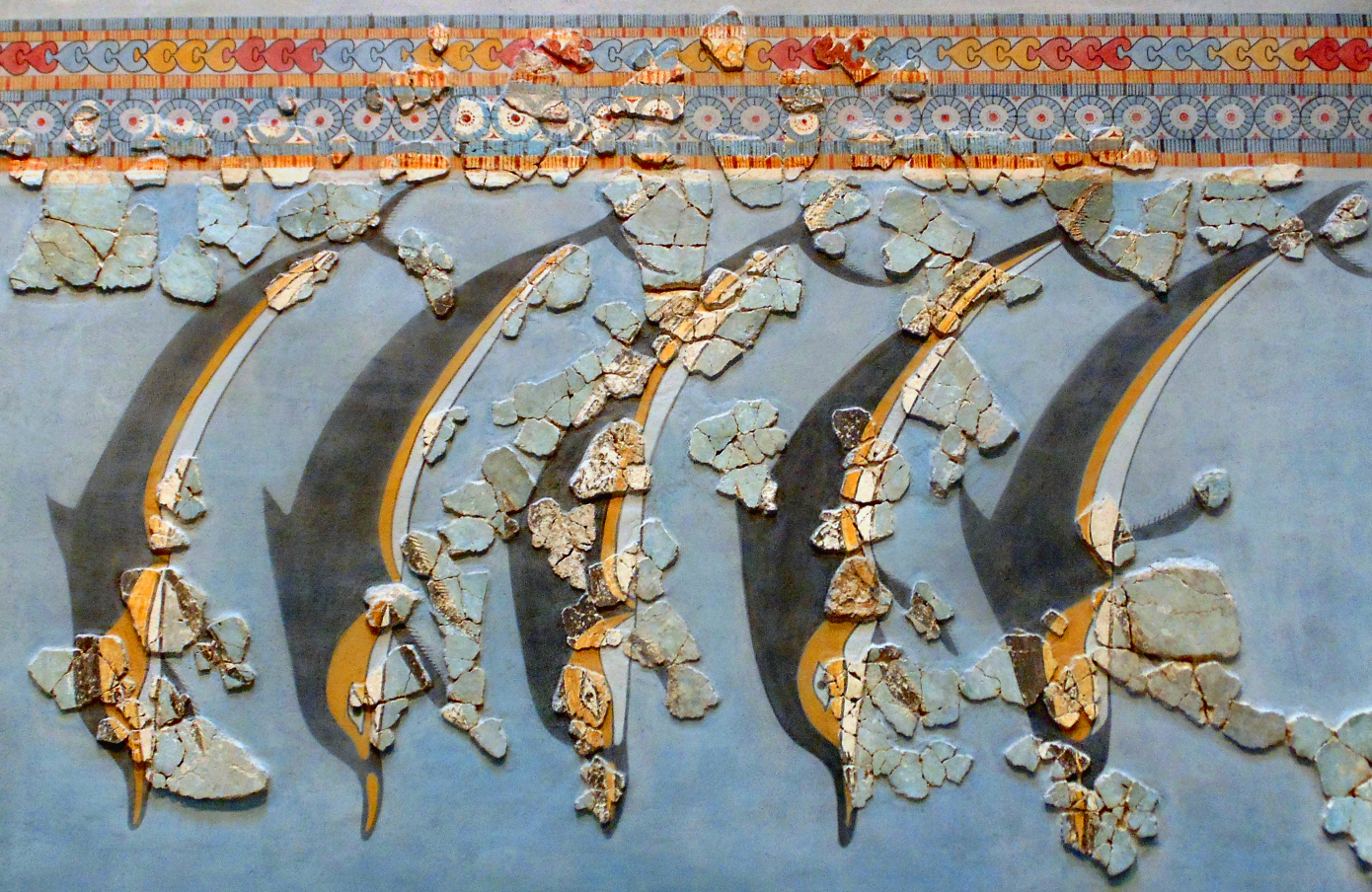
El friso de los delfines en una reconstrucción moderna.

El friso de los Delfines de Gla es una pintura mural micénica que se encontró en el palacio de Gla (Beocia, Grecia) cuyos restos parciales fueron encontrados en el ala este del palacio durante las excavaciones que realizó el arqueólogo Spyros Iakovidis en las temporadas 1981-1983 y 1990-1991. Hasta 1995, los fragmentos se conservaron y reconstruyeron como parte de un proyecto. Hoy en día están en el Museo Arqueológico de Tebas.
A pesar de que se habían encontrado previamente fragmentos de pinturas murales en las excavaciones del palacio, los descubrimientos más recientes son los únicos en los que se puede discernir el contexto del mismo. Los fragmentos del friso de los delfines se encontraron en un pozo al lado de una habitación (N1). Las pinturas murales fueron eliminadas en la antigüedad de la pared y enterradas antes del término del período heládico tardío (en torno a los años 1350-1190 a. C.) Como hubo relativamente muchos fragmentos, probablemente no se alejaron mucho de su ubicación original en el suelo. Incluso puede haber decorado la habitación N1.
El equipo de arqueólogos reconstruyó el friso y descubrió al menos seis o siete delfines, pintados sobre un fondo azul que pudiera representar agua, el mar. La pared pudo tener una altura de 2,30 a 2,40 metros, y el friso alrededor de 1,60 a 1,65 metros. Los delfines tenían alrededor de 75 a 80 cm de largo y la mitad de ancho. Varios fragmentos provienen de un friso que completó la imagen de arriba. La base probablemente estaba formada por una franja roja y debajo un friso de mármol de imitación. La disposición de los delfines es difícil. En el informe de excavación, están algo distribuidos aleatoriamente sobre el agua. En la reconstrucción más nueva aparecen en una fila.